# Choloma
Choloma è un comune dell'Honduras facente parte del dipartimento di Cortés.
Il comune venne istituito il 3 maggio 1894 con parte del territorio della città di San Pedro Sula.